# شهر نوبندگان (آثار باستانی)
شهر نوبندگان،مربوط به دوره ساسانیان تا سده‌های اولیه دوران‌های تاریخی پس از اسلام است و در شهرستان ممسنی، بخش مرکزی، شرق شهر نورآباد، ابتدای ورودی شهر واقع شده و این اثر در تاریخ ۳۰ بهمن ۱۳۸۶ با شمارهٔ ثبت ۲۰۸۷۹ به‌عنوان یکی از آثار ملی ایران به ثبت رسیده است.